# Diagonal
La Diagonal è un modulo di gioco del calcio. Era in voga in Sud America nella seconda metà degli anni quaranta ed inizio anni cinquanta. Schematicamente si può considerare un 3-2-2-3 sghembo.

## Storia
La Diagonal nasce come tentativo di superamento dei limiti del Sistema, troppo chiuso e che lasciava poca libertà agli interpreti in campo. Prende questo nome, poiché sul terreno di gioco si notano due linee diagonali a centrocampo: la prima formata dal terzino destro, mediano "basso" destro e centromediano, con compiti prettamente di contenimento e impostazione. La seconda dalla mezzala "alta" destra, mezzala sinistra (una sorta di trequartista) e ala sinistra.
Le prime squadre che adottano tale modulo sono la Fluminense ed il Flamengo (le migliori compagini di Rio de Janeiro nel secondo dopoguerra), ma verrà conosciuto in quanto ad adottarlo fu il Brasile al campionato del mondo 1950.
I verde-oro, che ospitavano la rassegna in casa, erano considerati i favoriti, ma a seguito del Maracanazo cambiarono sistema di gioco in favore del 4-2-4.

## Il Modulo

Lo schema tattico della Diagonal: si nota la diagonale formata da un terzino e i due centrocampisti difensivi, così come quella disegnata dai centrocampisti offensivi e un'ala

Il modulo si rifà al Sistema: la "W" in attacco e la "M" in difesa sono irregolari.
I tre difensori marcano a uomo i tre attaccanti avversari, così come il mediano destro copre la mezzala sinistra. Il centromediano (numero 5 nell'immagine) ha i tipici compiti di quello metodista: interdizione e regista arretrato. La fase offensiva diventa più imprevedibile: la mezzala sinistra rifinisce, le ali creano superiorità numerica ed allargano le maglie della difesa a tre del Sistema avversario. Il centravanti ricopre un ruolo innovativo: può arretrare e trovare spazio per le conclusioni a rete. Abbassando la punta verso i centrocampisti, l'attacco descrive una sorta di arco che gli uruguaiani denominarono abanico (ventaglio in spagnolo).

## Squadre che hanno utilizzato la Diagonal
- Il Brasile vincitore del Campeonato Sudamericano de Football 1949 e  secondo classificato al campionato del mondo 1950: Bauer era il polmone della squadra, elastico fra le fasi di attacco e contenimento, Zizinho il giocatore completo che dava una mano in fase difensiva e rifiniva per i finalizzatori, Jair il centrocampista offensivo ad affiancare il centravanti, Friaça l'ala destra, Chico quella sinistra e Ademir la punta centrale arretrata[1][2]